# Wilkins Runway

i7
i11
i13
Die Wilkins Runway (deutsch Wilkins-Landebahn), auch Wilkins Ice Runway und Wilkins Aerodrome genannt, ist eine Start- und Landebahn auf dem unteren Peterson-Gletscher, die von der Australian Antarctic Division (AAD) betrieben wird. Die 3200 Meter lange und 45 Meter breite Landebahn im Hinterland der Budd-Küste im Wilkesland auf dem antarktischen Kontinent wird mit einem Airbus A319 vom etwa 3400 Kilometer entfernten Hobart International Airport in Tasmanien aus angeflogen.
Die Landebahn wurde aus Eis und Schnee hergestellt und befindet sich im Australischen Antarktis-Territorium, etwa 65 Kilometer von der Casey-Station entfernt.
Der Name der Landebahn geht auf den Flugpionier und Entdecker Sir George Hubert Wilkins (1888–1958) zurück.

## Bau
Seit den 1950er Jahren gab es Überlegungen zur Errichtung einer Landebahn in der Antarktis, aber wegen politischer, logistischer und ökologischer Einwände wurde mit dem Bau erst 2005 begonnen.
Die 3200 Meter lange Landebahn wurde in mehr als 700 m Höhe auf einem etwa 500 Meter dicken Gletscher aus Blaueis angelegt. Der Standort wurde nicht nur aufgrund seines relativ flachen Geländes gewählt, sondern auch wegen seiner im Vergleich zur Küste bedingt durch die Höhenlage niedrigeren Temperaturen, die das Risiko der Eisschmelze während des antarktischen Sommers verringern. Der Gletscher bewegt sich und fließt pro Jahr etwa 12 Meter (40 ft). Die Oberfläche des Flugplatzgeländes besteht zu ungefähr 70 % aus blankem Eis; die restlichen 30 % haben eine Schneeauflage mit einer Dicke von weniger als einem Meter.
Die Landebahn wurde aus dem anstehenden Eis herausgefräst und mit Hilfe von Lasern exakt nivelliert. Der Untergrund aus natürlichem Gletschereis wurde während der Arbeiten mittels eines Prüfrollers laufend auf Härte, Festigkeit und Tragfähigkeit geprüft.
Die Wärmeabsorption des blauen Gletschereises bewirkt, dass es unter Sonneneinstrahlung selbst bei Temperaturen unter dem Gefrierpunkt teilweise schmilzt, was die Standfestigkeit des Unterbaus beeinträchtigen und zu einer unebenen und rutschigen Rollbahnoberfläche führen würde. Deshalb wurde auf dem Eis eine Schneeauflage aufgebracht, die die einfallende Strahlung beinahe vollständig reflektiert. Außerdem bietet der Schnee den Rädern des Fahrwerks eine höhere Reibung, wodurch die Sicherheit, besonders bei Seitenwind, erhöht wird. Zur Herstellung der Schneedecke wurden Verdichter, Schneepflüge und Schneefräsen verwendet, die wie alle anderen verwendeten Baumaschinen speziell für die extremen klimatischen Bedingungen in der Antarktis präpariert worden waren. Der Schnee wurde in Lagen von etwa 10 cm Dicke aufgetragen, die mit von Lage zu Lage ansteigendem Gewicht und Reifendruck verdichtet wurden. Für jeden Abschnitt der Rollbahn wurden sieben Verdichtungsgänge benötigt; zwischen den einzelnen Verdichtungsgängen mussten 24-stündige Ruhephasen eingelegt werden, um den Verbund der Schneekristalle zu gewährleisten. Diese Arbeiten können nur in einem engen Temperaturfenster von −2 bis +3 °C durchgeführt werden.
Bauarbeiten fanden nur während des antarktischen Sommers von November bis Februar statt. Dennoch waren die Arbeiter extremen Bedingungen wie Tiefsttemperaturen von −36 °C und Windgeschwindigkeiten von bis zu 185 km/h (115 mph) ausgesetzt.
Neben der Landebahn wurden zu Wohnzwecken umgebaute Schiffscontainer aufgestellt. Die Infrastruktur umfasst neben Wohnungen und Transiträumen für das Personal und die durchreisenden Wissenschaftler Lagerräume, Notfalleinrichtungen, eine Navigations- und eine meteorologische Station, medizinische Versorgung, Werkstätten, Schutzbauten für Kommunikationseinrichtungen, Abstellmöglichkeiten für Fahrzeuge und Schlitten, Ausrüstung zur Stromerzeugung und Brandbekämpfung, Treibstofflager sowie Betankungsausrüstung. Der Flugplatz ist mit Landebahnmarkierungen und einem Windsack ausgerüstet; die Landebahn 09 verfügt über eine Präzisions-Anflugbefeuerung.
Der Bau der Landebahn kostete AUD 46,3 Millionen und nahm drei antarktische Sommer in Anspruch.

## Laufender Betrieb

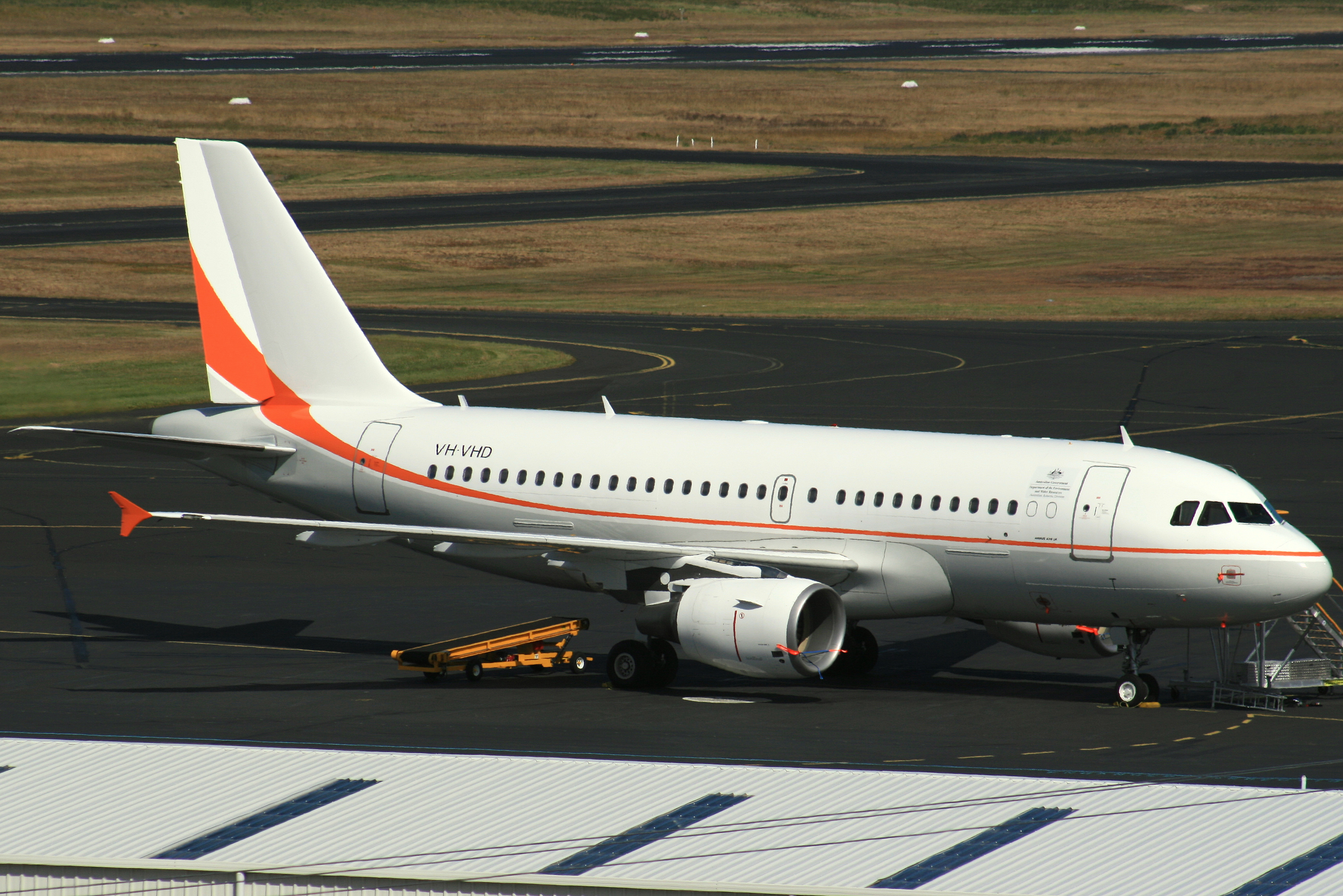
Der eingesetzte Airbus A319 (hier auf dem Flughafen Hobart)

Die australische Civil Aviation Safety Authority (CASA) genehmigte der Fluggesellschaft Skytraders den ersten Flug am 11. Januar 2008. An Bord waren der damalige australische Umweltminister Peter Garrett, neun Wissenschaftler und neun weitere Passagiere.
Die Landebahn wird ausschließlich im antarktischen Sommer von Oktober bis März betrieben. Die Flüge in die Antarktis starten auf dem Hobart International Airport in Tasmanien und sind ausschließlich für Wissenschaftler und Angestellte der AAD bestimmt; Touristen werden nicht befördert. Der etwa viereinhalbstündige Flug erspart eine Schiffsreise, die rund zehn Tage dauern würde. Der Rückflug erfolgt zwei bis drei Stunden nach der Landung.
Der eingesetzte zweistrahlige Airbus hat eine Reichweite von mehr als 9000 Kilometern (5000 nautische Meilen); so sind Hin- und Rückflüge mit einer Tankfüllung möglich. Dabei können bis zu 40 Personen und eine Fracht von 1,5 Tonnen befördert werden.
Innerantarktisch verbinden mit Turboprop-Triebwerken und Kufen ausgerüstete Flugzeuge der Typen Basler BT-67 und DHC-6 Twin Otter, die seit 2010 die zuvor verwendeten CASA C-212 ersetzen, sowie vier Helikopter die australischen Forschungsstationen in der Antarktis, neben der Casey-Station die Mawson-Station und die Davis-Station.
Zum Unterhalt des Flugplatzes wird ein Mitarbeiterstab von acht Personen benötigt. Die laufende Instandhaltung der Piste erfolgt durch Grader, Schneefräsen und Pistenraupen. Zum Ziehen der Fluggeräte wird ein Traktor mit Gummiketten verwendet. Wegen des dynamischen Untergrunds und der wetterabhängigen Veränderungen der Oberfläche müssen unmittelbar vor jeder Nutzung durch ein Flugzeug Tests und Messungen durchgeführt werden, um sicherzustellen, dass die vorgeschriebenen Anforderungen an Härte, Reibung und Dichte der Rollbahn erfüllt sind. Ferner muss die Landebahn vor jedem Flug mit einer Pistenraupe präpariert werden. Der bei der Landung auf dem Eis entstehende Gummiabrieb muss entfernt werden, um einem durch die höhere Wärmeabsorption der dunklen Gummispuren bedingten Schmelzen der Oberfläche vorzubeugen.
Da aus Umweltschutzgründen in der Antarktis keine Enteisungsflüssigkeiten erhältlich sind, finden in Perioden, für die Niederschläge vorhergesagt wurden, keine Landungen auf der Wilkins Runway statt.
Die ursprünglich geplante Anzahl von jährlich bis zu 20 Flügen von Hobart zur Wilkins Runway in einwöchigem Abstand konnte bisher nicht erreicht werden. Zusätzlich zu den wetterbedingten Behinderungen machte ab 2011 ein unerwartetes Schmelzen der Oberfläche aufgrund zu milder Temperaturen den Flugplatz zeitweise unbenutzbar. Durch diese Auswirkung des Klimawandels wird die langfristige Nutzbarkeit von Eislandebahnen wie der Wilkins Runway in Frage gestellt.